# Tippmannia olivascens
Tippmannia olivascens là một loài bọ cánh cứng trong họ Cerambycidae.